# 山田シロ彦
山田 シロ彦（やまだ シロひこ）は、日本の漫画家。男性。トキワ荘プロジェクトの卒業生。

## 来歴
2013年、『いたみ』が『週刊ヤングジャンプ』（集英社）のシンマン賞で7月期準入選を果たす。『彼女のホントウ。』が同誌の連載権争奪シンマンGP2016 SEASON2でアンケート1位を獲得し、同誌にて『凛とチア。』の連載を開始。同作が山田にとって初の連載作品となる。2021年より同誌で『青年少女よ、春を貪れ。』を連載開始。2022年から青崎有吾による小説『早朝始発の殺風景』のコミカライズを「となりのヤングジャンプ」（同）にて連載。2025年、同サイトにて江坂純の原作による『理想郷女子図鑑 〜私の結婚生活、とっても幸せです〜』の連載を開始。

## 作品リスト

### 連載
- 凛とチア。（『週刊ヤングジャンプ』2017年31号[7] - 2018年23号、全4巻） - 連載デビュー作[3]。
- 青年少女よ、春を貪れ。（『週刊ヤングジャンプ』2021年3号[4] - 2022年12号、全5巻）
- 早朝始発の殺風景（原作：青崎有吾、『となりのヤングジャンプ』2022年7月1日[5] - 11月18日[8]、全2巻） - コミカライズ[5]
- 理想郷女子図鑑 〜私の結婚生活、とっても幸せです〜（原作：江坂純、『となりのヤングジャンプ』2025年7月4日[6] - ）

### 読切
- さよならストロガノフ（『となりのヤングジャンプ』2014年[1]） - 「となりのヤングジャンプ杯」1作目作品として掲載[9]
- まゆげ。（『ミラクルジャンプ』2015年5月号[1]）
- 彼女のホントウ。（『週刊ヤングジャンプ』2016年34号[10]）
- しょうがないですね、先輩（『週刊ヤングジャンプ』2018年43号[11]）
- モノレント（原作：最上もが、『ヤングジャンプラブ』2019年[12]）